# Moscopoli

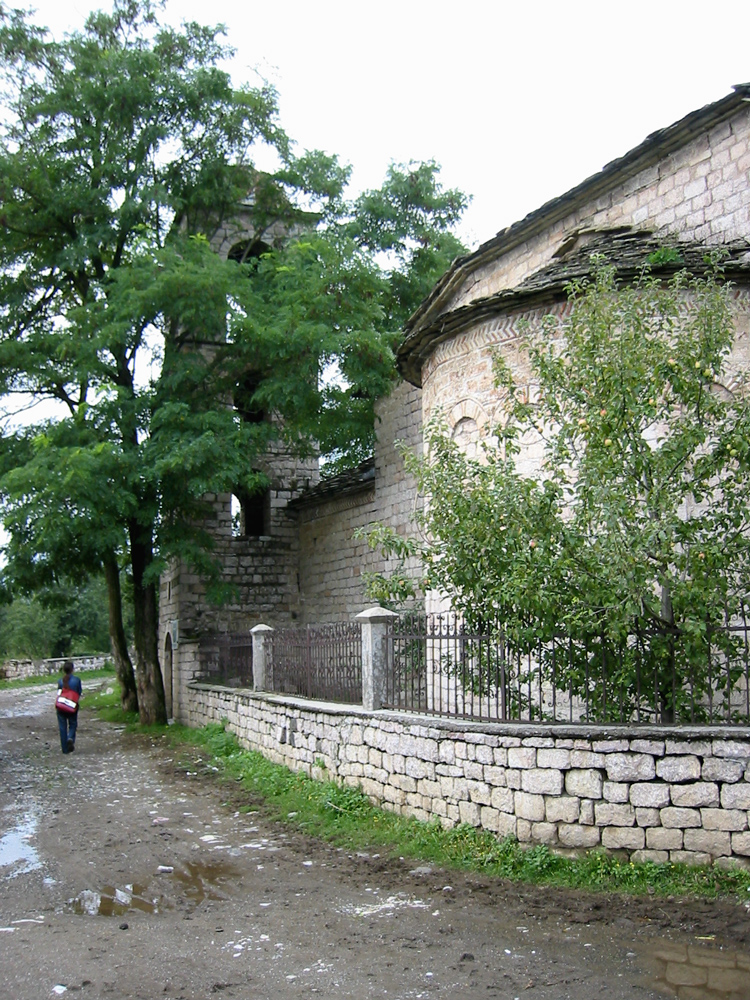
Chiesa di San Nicola costruita nel 1721.

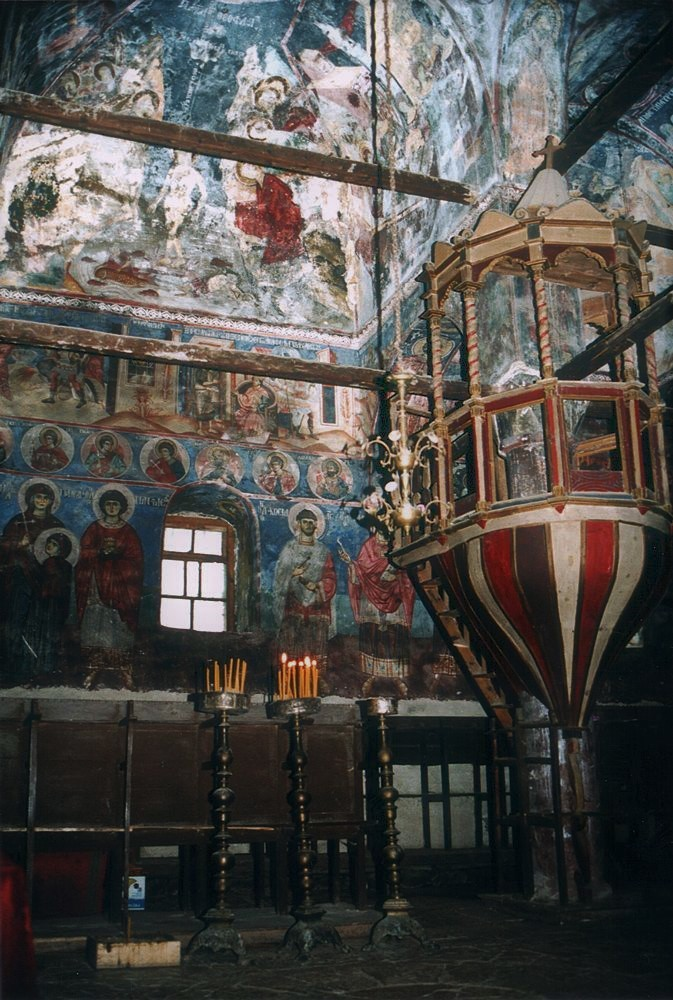
Affreschi all'interno della chiesa.

Moscopoli (in albanese Voskopojë , in macedone Москополе?, Moskopole, in arumeno Moscopole o Moscopolea, in greco Μοσχόπολις?) è una frazione del comune di Coriza in Albania (prefettura di Coriza)
Fino alla riforma amministrativa del 2015 era comune autonomo, dopo la riforma è stato accorpato, insieme agli ex-comuni di Coriza, Drenovë, Lekas, Mollaj, Qendër Bulgarec, Vithkuq e Voskop a costituire la municipalità di Coriza.
Nel XVIII secolo fu una delle maggiori città dei Balcani ed il principale centro culturale e commerciale aromuna, spiccando per la presenza della prima tipografia nei Balcani e di numerose chiese. Fu rasa al suolo nel 1788 da Alì Pascià di Tepeleni governatore albanese dell'Impero ottomano dell'Epiro.
Di particolare interesse si mostrano le chiese dell'antica città realizzate con la tecnica costruttiva del Castone o Cloisonné introdotta durante il periodo dei Comneni tra IX e XII secolo.

## Popolazione
- 1750: 45.000
- 1788: 60.000
- 2001:  2.218
- 2011: 1.058

## Geografia fisica
Moscopoli si trova ad una distanza di 21 km da Coriza, nelle montagne dell'Albania sudorientale ad una altitudine di 1160 metri.

## Località
Il comune era formato dall'insieme delle seguenti località:
- Voskopoje
- Shipske
- Gjonomadh
- Krushove
- Lavda

## Galleria d'immagini

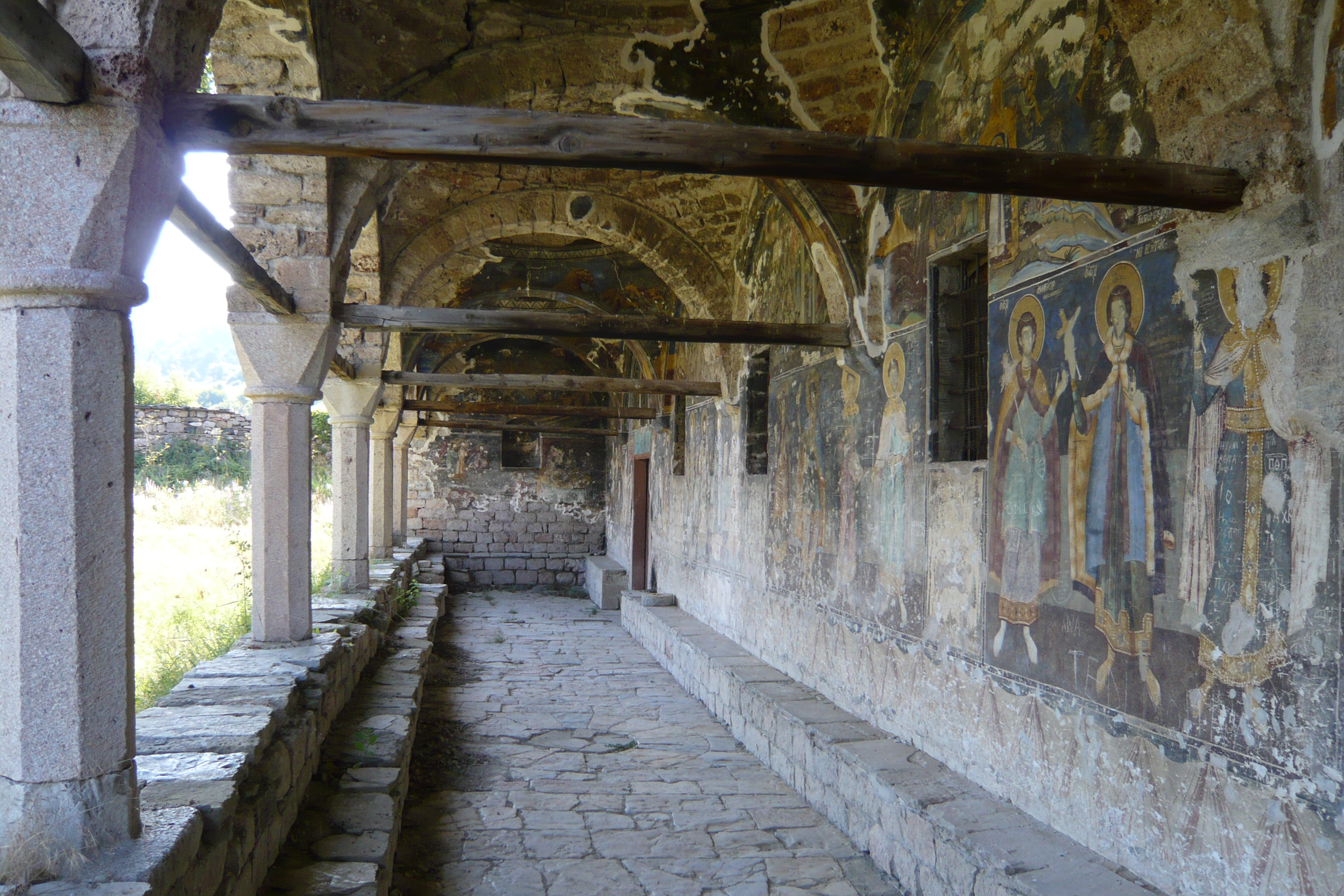
Chiesa di Sant'Atanasio
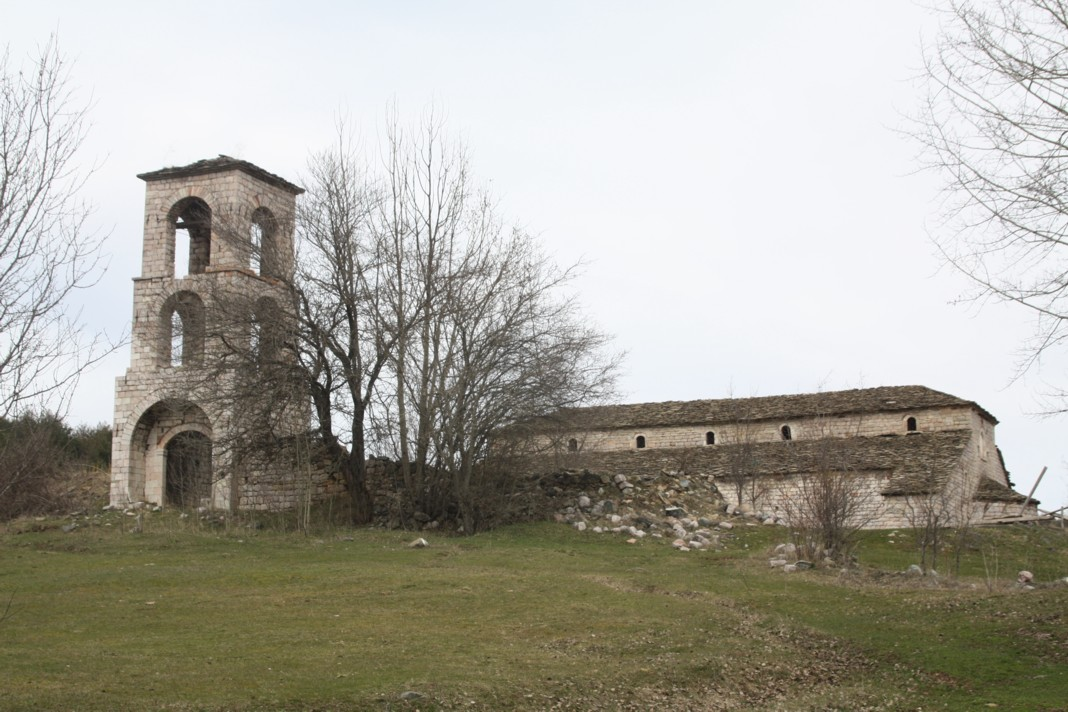
Chiesa di Sant'Elia
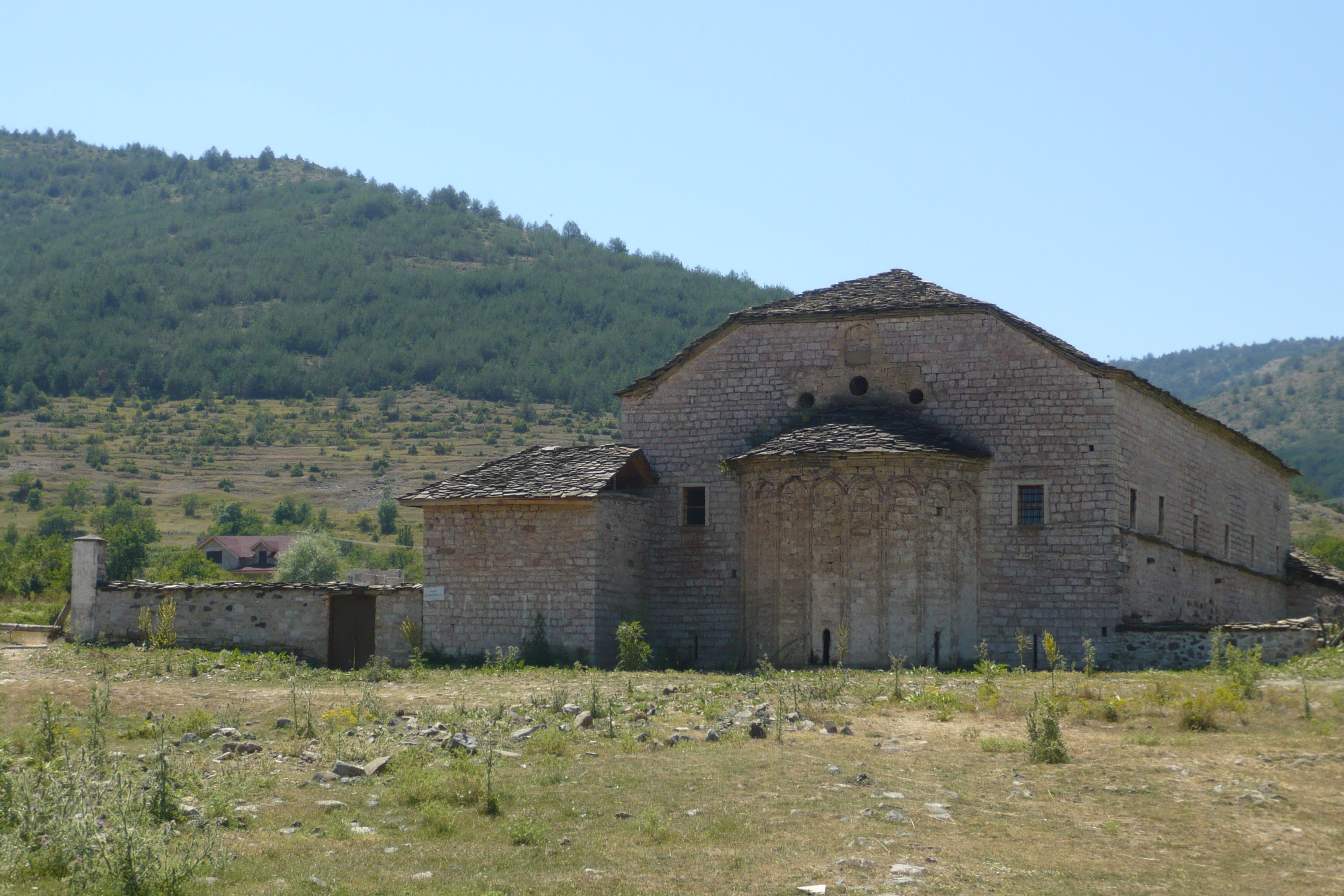
Chiesa di San Michele
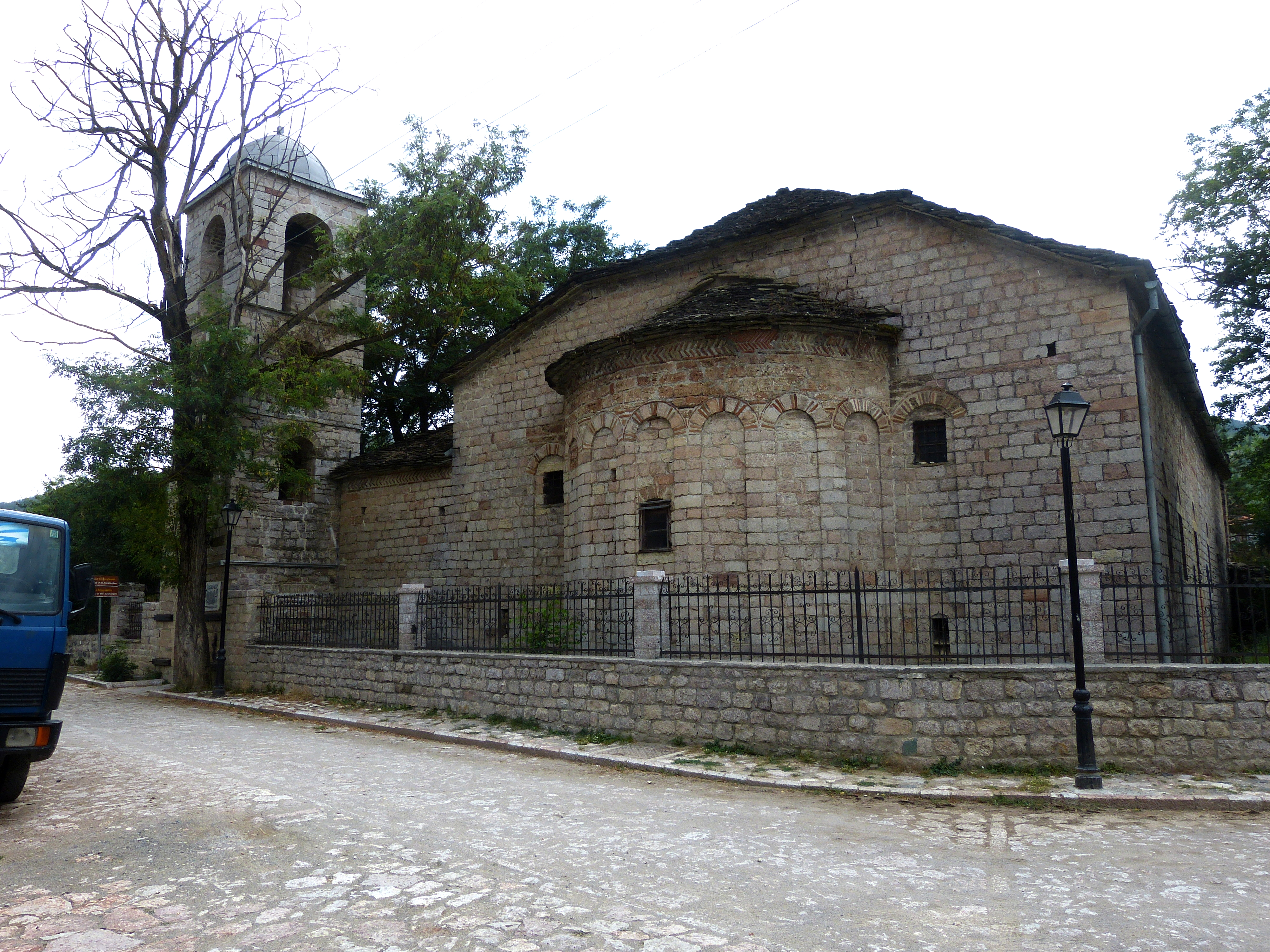
Chiesa di San Nicola
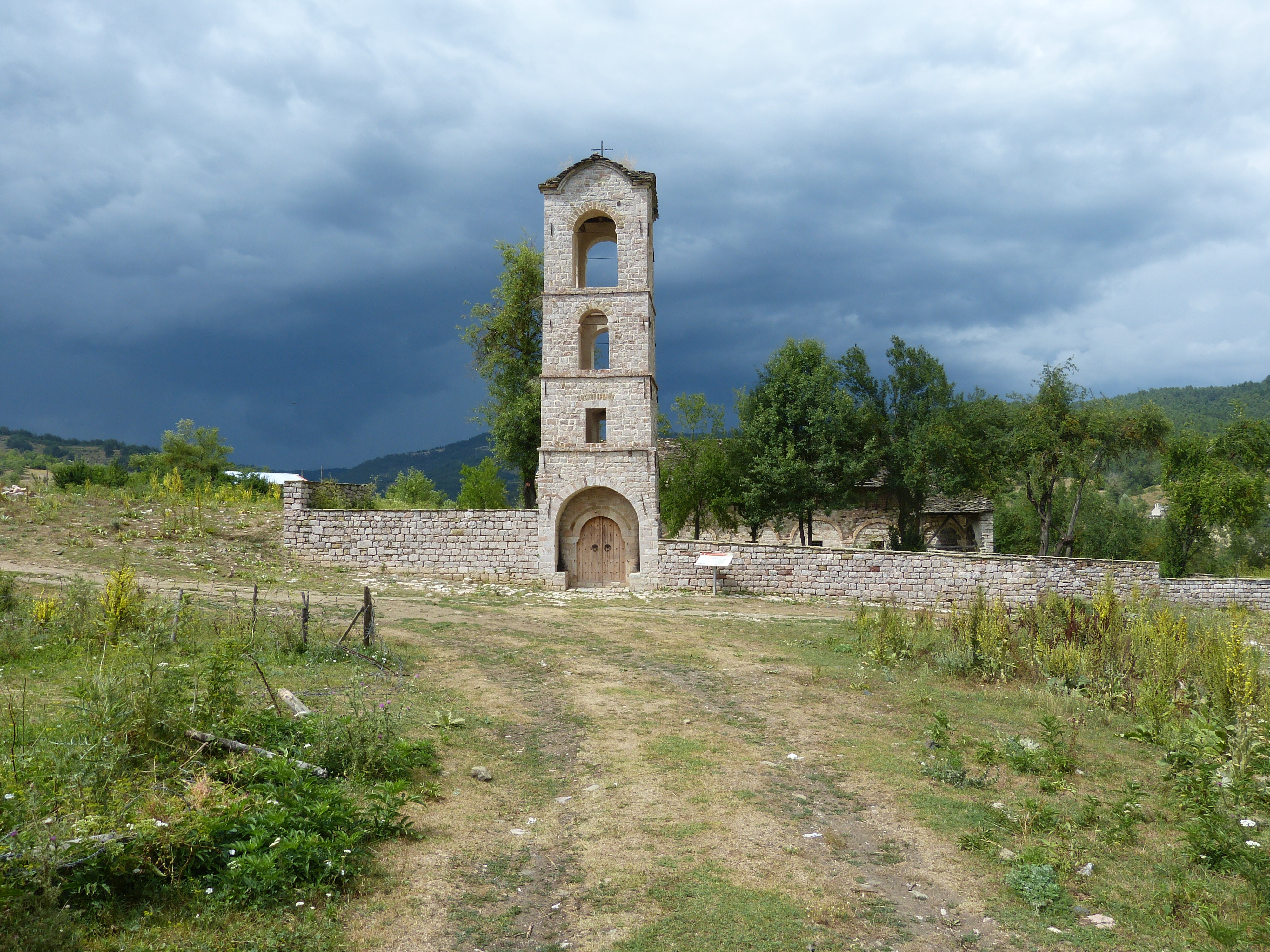
Chiesa di Santa Maria
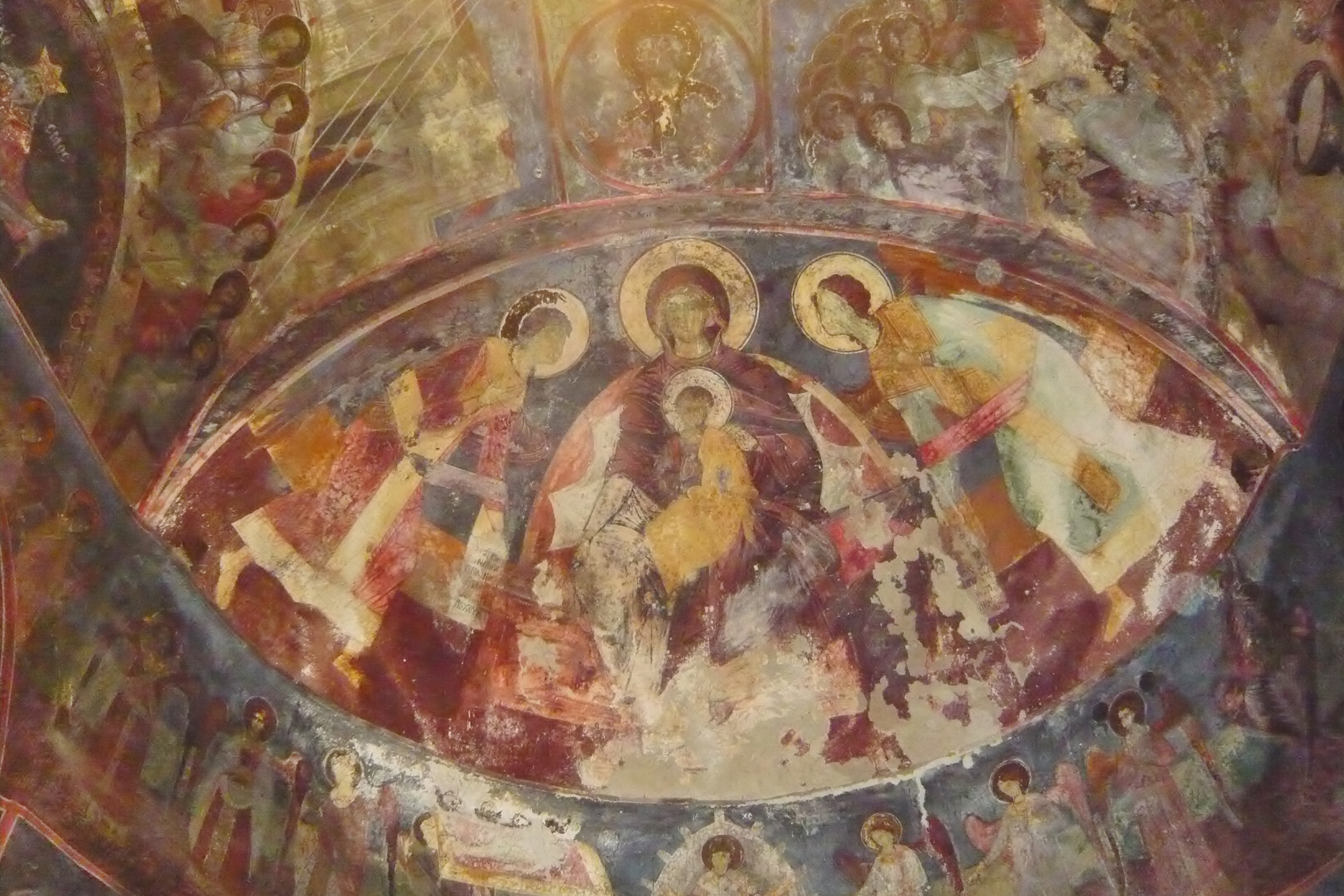
Affreschi all’interno della chiesa di San Nicola